# 漏斗

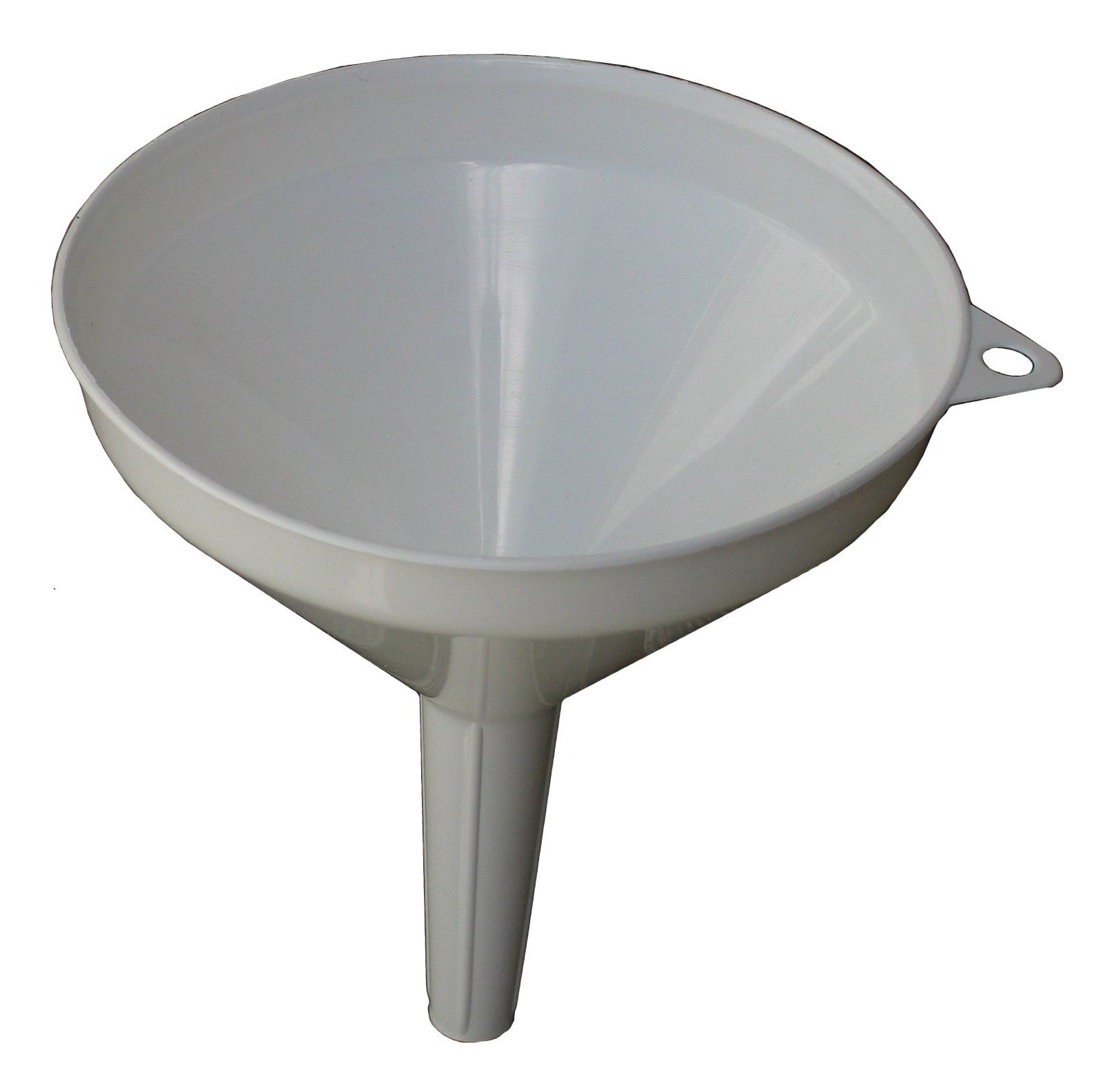
一個廚房用漏斗

漏斗是一個筒型物體，被用作把液體及幼粉狀物體注入入口較細小的容器。在漏斗咀部較細小的管狀部份可以有不同長度。漏斗通常以不鏽鋼或塑膠製造，但紙製漏斗亦有時被使用於難以徹底清洗的物質，例如引擎機油。一些漏斗在咀部設有可控制的活門，讓使用者可控制流質流入的速度。漏斗常見於廚房；在實驗室也可找到漏斗，有時會使用濾紙以隔濾結晶物等化學物質。
漏斗一詞有時會被用作形容一些形狀與漏斗相似的物體，例如蒸汽火車頭的煙囪。